# Olympische Sommerspiele 1988/Teilnehmer (Singapur)
| Gelbes Symbol für Goldmedaillen mit stilisierten Olympischen Ringen | Graues Symbol für Silbermedaillen mit stilisierten Olympischen Ringen | Braundes Symbol für Bronzemedaillen mit stilisierten Olympischen Ringen |
| ------------------------------------------------------------------- | --------------------------------------------------------------------- | ----------------------------------------------------------------------- |
| —                                                                   | —                                                                     | —                                                                       |

Singapur nahm an den Olympischen Sommerspielen 1988 in Seoul, Südkorea, mit einer Delegation von acht Sportlern (sieben Männer und eine Frau) an 16 Wettkämpfen in drei Sportarten teil. Es konnten keine Medaillen errungen werden. Jüngster Athlet war der Schwimmer Desmond Koh (15 Jahre und 125 Tage), ältester Athlet war der Segler Chan Joseph (39 Jahre und 199 Tage). Es war die neunte Teilnahme des Landes an Olympischen Sommerspielen. Fahnenträgerin war Ang Peng Siong.

## Teilnehmer nach Sportarten

### Schießen
Damen
- Khatijah Surattee
  - Luftpistole 10 Meter

Finale: 361 Punkte, Rang 36
Runde eins: 89 Punkte, Rang 35
Runde zwei: 90 Punkte, Rang 34
Runde drei: 87 Punkte, Rang 36
Runde vier: 95 Punkte, Rang 16

### Schwimmen
4 × 100 Meter Freistil
- Ergebnisse
Runde eins: ausgeschieden in Lauf drei (Rang fünf), 3:34,54 Minuten
Rang 15
- Mannschaft
Oon Jin Gee
Desmond Koh
David Lim
Ang Peng Siong

4 × 100 Meter Lagen
- Ergebnisse
Runde eins: ausgeschieden in Lauf vier (Rang sieben), 3:52,68 Minuten
Rang 17
- Mannschaft
Oon Jin Gee
David Lim
Ng Yue Meng
Ang Peng Siong

Herren
- Oon Jin Gee
  - 50 Meter Freistil

Runde eins: ausgeschieden in Lauf drei (Rang eins), 24,86 Sekunden
Rang 45
  - 100 Meter Freistil

Runde eins: ausgeschieden in Lauf drei (Rang eins), 53,26 Sekunden
Rang 43
  - 200 Meter Freistil

Runde eins: ausgeschieden in Lauf drei (Rang vier), 1:57,28 Minuten
Rang 46

- Desmond Koh
  - 200 Meter Schmetterling

Runde eins: ausgeschieden in Lauf zwei (Rang sechs), 2:10,86 Minuten
Rang 37
  - 200 Meter Lagen

Runde eins: ausgeschieden in Lauf drei (Rang vier), 2:14,77 Minuten
Rang 41
  - 400 Meter Lagen

Runde eins: ausgeschieden in Lauf zwei, disqualifiziert
  - 400 Meter Freistil

Runde eins: ausgeschieden in Lauf zwei (Rang vier), 4:15,54 Minuten
Rang 44

- David Lim
  - 200 Meter Freistil

Runde eins: ausgeschieden in Lauf drei (Rang eins), 1:56,44 Minuten
Rang 43
  - 200 Meter Lagen

Runde eins: ausgeschieden in Lauf vier (Rang fünf), 2:11,57 Minuten
Rang 34
  - 100 Meter Rücken

Runde eins: in Lauf drei (Rang eins) für den Finallauf B qualifiziert, 57,34 Sekunden
Finallauf B, 57,72 Sekunden, Rang sechs
Gesamtrang 14
  - 200 Meter Rücken

Runde eins: ausgeschieden in Lauf zwei (Rang drei), 2:08,65 Minuten
Rang 31

- Ng Yue Meng
  - 100 Meter Rücken

Runde eins: ausgeschieden in Lauf zwei (Rang zwei), 1:05,87 Minuten
Rang 41
  - 200 Meter Rücken

Runde eins: ausgeschieden in Lauf eins (Rang zwei), 2:30,74 Minuten
Rang 47

- Ang Peng Siong
  - 50 Meter Freistil

Runde eins: in Lauf neun (Rang drei) für das Finale B qualifiziert, 23,08 Sekunden
Finale B: 23,39 Sekunden, Rang drei
Gesamtrang elf
  - 100 Meter Freistil

Runde eins: ausgeschieden in Lauf sechs (Rang sieben), 52,53 Sekunden
Rang 40
  - 100 Meter Schmetterling

Runde eins: ausgeschieden in Lauf vier (Rang sechs), 57,41 Sekunden
Rang 35

### Segeln
Herren

470er
- Ergebnisse
Finale: 218,0 Punkte, Rang 27
Rennen eins: 31,0 Punkte, Rang 25
Rennen zwei: 33,0 Punkte, Rang 27
Rennen drei: 31,0 Punkte, Rang 25
Rennen vier: 31,0 Punkte, Rang 25
Rennen fünf: 36,0 Punkte, Rang 25
Rennen sechs: 29,0 Punkte, Rang 23
Rennen sieben: 27,0 Punkte, Rang 21
- Besatzung
Chan Joseph
Siew Shaw Her